# Pruuna
Pruuna (avant 1920 : Corbenorm) est un village estonien du Virumaa occidental (ancien Wierland) appartenant à la municipalité rurale de Tapa. Il est connu pour son château qui appartenait à la famille von Dellingshausen.

## Histoire
Du 24 octobre 1991 au 21 octobre 2005, le village faisait partie de la paroisse de Legtse (en). 

## Population
Selon les données de 2011, 38 personnes vivaient alors dans le village. En 2020, 31 personnes vivaient à Pruuna.

## Personnalités liées à la commune
- Artur Sirk (en) (1900-1937), personnalité politique et militaire estonienne, est né à Pruuna.

### Pages connexes
- Administration territoriale de l'Estonie